# 格拉夫 (愛荷華州)
格拉夫（英語：Graf）是一個位於美國愛荷華州迪比克縣的城市。

## 地理
格拉夫的座標為42°29′42″N 90°52′19″W / 42.49500°N 90.87194°W，而該地的平均海拔高度為235米（即771英尺）。

## 人口
根據2010年美國人口普查的數據，格拉夫的面積為0.36平方千米，當中陸地面積為0.36平方千米，而水域面積為0.00平方千米。當地共有人口79人，而人口密度為每平方千米219人。